# Westlicher Qinling-Tunnel
Der Westliche Qinling-Tunnel (chinesisch 西秦岭隧道, Pinyin Xī qínlǐng suìdào) ist Teil der Eisenbahnlinie Chongqing–Lanzhou und mit 28,2 Kilometern Länge nach dem Neuen Guanjiao-Tunnel der zweitlängste Eisenbahntunnel in der Volksrepublik China (Stand 2019).

## Beschreibung
Der Westliche Qinling-Tunnel wurde als Teil der 862 km langen Eisenbahntrasse zwischen Lanzhou, der Hauptstadt der Provinz Gansu, und der regierungsunmittelbaren Stadt Chongqing (Lan-Yu-Eisenbahn, 兰渝铁路) erbaut. Der Tunnel befindet sich auf dem Gebiet des Stadtbezirks Wudu der Stadt Longnan im Südosten von Gansu. Die nördliche Tunnelöffnung liegt in der Gemeinde Toufang (透防乡) und die südliche beim Ort Laopandi (老盘底). Das Tunnelbauwerk unterquert den westlichen Abschnitt des Qinling-Gebirges, das in diesem Bereich zwischen 1000 und 2400 m Höhe erreicht. Die maximale Überdeckung des Tunnels beträgt 1400 m.
Mit dem Tunnelbau wurde ab August 2008 begonnen. Beim Bau wurde eine Tunnelbohrmaschine mit einer Länge von 180 Metern und einem Gewicht von 1800 Tonnen eingesetzt. Außerdem erfolgte der Vortrieb im Bohr- und Sprengverfahren. Der Aushubdurchmesser betrug 10,23 Meter. Beim Tunnelbau waren erhebliche technische Schwierigkeiten aufgrund problematischer geologischer Verhältnisse zu bewältigen. Die eine Tunnelröhre wurde am 29. November 2013 und die zweite am 19. Juli 2014 fertiggestellt.
Am 26. Dezember 2016 wurde die Teilstrecke zwischen dem Kreis Min in der bezirksfreien Stadt Dingxi und der bezirksfreien Stadt Guangyuan in Sichuan, auf der sich der Tunnel befindet, für den Eisenbahnverkehr freigegeben, und die Inbetriebnahme der gesamten Lan-Yu-Eisenbahnlinie fand am 29. September 2017 statt.
Hauptbauherr war China Railway Group.